# Liste der Monuments historiques in Palaiseau
Die Liste der Monuments historiques in Palaiseau führt die Monuments historiques in der französischen Gemeinde Palaiseau auf.

## Liste der Bauwerke
| Bezeichnung      | Beschreibung | Standort                         | Kennzeichnung | Schutzstatus | Datum | Bild |
| ---------------- | ------------ | -------------------------------- | ------------- | ------------ | ----- | ---- |
| Kirche St-Martin |              | 5, impasse de la Terrasse (Lage) | PA00087986    | Classé       | 1930  |      |

## Liste der Objekte
- Monuments historiques (Objekte) in Palaiseau der Base Palissy des französischen Kultusministeriums